# Félix-Julien-Jean Bigot de Préameneu
Félix-Julien-Jean Bigot de Préameneu (* 26. März 1747 in Rennes; † 31. Juli 1825 in Paris) war ein französischer Jurist, Minister und Mitglied der Académie française.

## Leben
Bigot de Préameneu entstammte dem bretonischen Großbürgertum und wuchs in Rennes auf. Ursprünglich war er für die geistliche Karriere vorgesehen, schwenkte aber zur Rechtswissenschaft um und war ab 1768 promovierter Jurist und Anwalt in Rennes. 1779 heiratete er und wechselte nach Paris, wo er dank Erzbischof Boisgelin von Aix-en-Provence die Etats de Provence (provenzalischen Stände) vertrat. 1790 wurde er Richter. Von September 1791 bis September 1792 war er Mitglied und zeitweise Präsident der Gesetzgebenden Nationalversammlung. Beim Tuileriensturm am 10. August 1792 setzte er sich mutig für den Schutz der Königsfamilie ein. Das Jahr 1793 verbrachte er in Rennes. Am 4. Februar 1794 wurde er als zu moderat festgenommen, verbrachte 6 Monate im Gefängnis und entkam der Guillotine durch Robespierres Tod. Die folgenden Jahre lebte er in Rennes.
1796 wurde er in Abwesenheit zum Mitglied der 2. Klasse des neugegründeten Institut de France bestimmt, was der Académie française entsprach, und 1799 (er war inzwischen wieder Richter in Paris) zum residierenden Mitglied ernannt (ab 1802 Classe de langue et de littérature). Seit 1800 Generalstaatsanwalt, war er zusammen mit Portalis, Tronchet und Jacques de Maleville (1741–1824) einer der vier Redaktoren des Code civil. Ab 1801 war er Staatsrat, ab 1804 Senator, ging 1805 mit Napoleon nach Italien, wo er einen Ausbruch des Vesuv erlebte, und wurde 1808 als Nachfolger von Portalis Kultusminister, war jedoch wenig mehr als Erfüllungsgehilfe des Kaisers. Während der Ersten Restauration blieb er stumm, wurde vom von Elba zurückgekehrten Napoleon am 28. März 1815 zum Staatsminister und am 1. Juni zum Pair von Frankreich gemacht, zog sich aber in der Zweiten Restauration ins Privatleben zurück. Als die Académie française 1816 in ihrer alten Form bestätigt wurde, durfte er seinen Sitz Nr. 37 behalten.
Bigot de Préameneu starb 1825 im Alter von 78 Jahren. In Rennes ist eine Straße nach ihm benannt.